# Piráti z Karibiku: Prokletí Černé perly
Piráti z Karibiku: Prokletí Černé perly (v originále Pirates of the Caribbean: The Curse of the Black Pearl) je dobrodružný film z roku 2003. Jde o první díl z filmové série Piráti z Karibiku. Pirát Jack Sparrow (Johnny Depp) a Will Turner (Orlando Bloom) se snaží zachránit Elizabeth Swannovou (Keira Knightley) ze zajetí prokleté posádky lodi Černá perla, které velí kapitán Hector Barbossa.
Film režíroval Gore Verbinski a producentem byl Jerry Bruckheimer. Stal se prvním filmem Walt Disney Pictures, který dostal od MPAA ohodnocení PG-13 (některé materiály mohou být nevhodné pro děti do 13 let), předchozí filmy dostávaly G (bez omezení) nebo PG (doporučen doprovod rodičů). Světová premiéra proběhla v Anaheimu v Kalifornii 28. června 2003, česká 28. října 2003. Celosvětově vydělalo Prokletí Černé perly 654 milionů dolarů. Do kin přišla i čtyři pokračování: Piráti z Karibiku: Truhla mrtvého muže, Piráti z Karibiku: Na konci světa, Piráti z Karibiku: Na vlnách podivna a Piráti z Karibiku: Salazarova pomsta (kterou režíroval jiný režisér).

## Příběh
Guvernér Weatherby Swann a jeho dcera Elizabeth při plavbě do Port Royal na Jamajce potkají vrak lodi s jediným přeživším po pirátském útoku, Willem Turnerem. Elizabeth si k sobě vezme zlatý medailon s lebkou, který u sebe měl Will, a schová ho, protože se bojí, že může být Will obviněn z pirátství. Také zahlédne Černou perlu.
O osm let později je kapitán James Norrington z Britského královského námořnictva povýšen na komodora. Při obřadu požádá o ruku Elizabeth, ale než mu stačí odpovědět, spadne do zálivu. Medailon, který nosí, vydává při pádu do moře zvláštní pulsování. Mezitím kapitán Jack Sparrow dorazí do přístavu Port Royal najmout si loď. Když uvidí pád Elizabeth do moře, ihned pro ni skočí a vytáhne ji z moře, ale s příchodem Norringtona a Elizabethina otce je okamžitě zatčen. Přesto uteče a schová se v kovárně, kam přijde Will Turner, nyní učedník kováře a šermíř samouk. Při souboji je Jack poražen, zatčen vojáky a uvězněn.
V noci připluje k Port Royalu Černá perla s prokletou posádkou, která je sem přivolána medailonem. Město je obléháno. Elizabeth je chycena a požaduje vyjednávání podle dohody, jež zajišťuje bezpečí při vyjednávání. Aby se zachránila, řekne kapitánovi Barbossovi, že její příjmení je Turnerová. Chce, aby byl zastaven útok na Port Royal výměnou za medailon. Barbossa souhlasí, jenže pak Elizabeth uvězní, jelikož si explicitně neřekla o uvolnění. Myslí si, že ona je klíčem k zbavení se prokletí.
Will Turner, který miluje Elizabeth, nemůže přesvědčit Norringtona, aby zahájil okamžitou odvetu proti Černé perle, a proto požádá o pomoc Jacka Sparrowa za to, že ho dostane z vězení. Jack souhlasí jen po tom, co uslyší Willovo příjmení. Po únosu lodi Interceptor si Jack s pomocí svého přítele Gibbse najme posádku v Tortuze a vyrazí na Isla de Muerta, záhadný Ostrov mrtvých, jež mohou najít jen ti, kteří vědí, kde je, a o němž Jack ví, že jen tam se může Barbossa a jeho posádka zbavit kletby. Během cesty se Will dozví, že Černé perle původně velel Jack, ale protože věděl o skrytém aztéckém zlatě a prozradil místo jeho ukrytí, první důstojník Barbossa podnítil vzpouru a vysadil Jacka na ostrov. Ten se z něj ale dostal (díky šťastné náhodě) po třech dnech. Piráti zatím našli a promrhali zlato, ale brzy zjistili, že je prokleté. Změnilo je na nesmrtelné kostlivce, jejichž pravá podoba je odhalena při měsíčním svitu. Prokletí bude odstraněno, jen pokud budou všechny medailony zpět v truhle spolu s prolitou krví. Bill Turner dal svému synovi Willovi jeden medailon, protože chtěl, aby prokletí odčinilo to, co udělali Jackovi. Barbossa ho potom za to vyhodil přes palubu, ale pak zjistil, že potřebuje jeho krev k odstranění kletby. S vírou, že Elizabeth je Billova dcera, hodí Barbossa poslední medailon s její krví do truhly – ale prokletí stále trvá.
Will se bojí, že ho Jack zradí, a tak sám zachrání Elizabeth a uteče na Interceptor. Jack zatím smlouvá s Barbossou - chce Černou perlu za to, že mu prozradí, kdo je pravým dítětem Billa Turnera. Jeho vyjednávání je však k ničemu a je uvězněn. Černá perla dohoní Interceptor a zmocní se posádky. Will odhalí, že je synem Billa Turnera a požaduje, aby posádka a Elizabeth byli propuštěni. Hrozí také sebevraždou. Barbossa souhlasí, ale jelikož nebylo specifikováno, jak mají být propuštěni, vysadí Jacka a Elizabeth na pustém ostrově (na tom samém jako byl Jack minule) a posádku zamkne do podpalubí.
Elizabeth na ostrově zapálí opuštěný rum, aby dala signál Norringtonovi. Po zachránění přesvědčí Norringtona k záchraně Willa, přičemž souhlasí s jeho nabídkou k sňatku. Po příjezdu k ostrovu Isla de Muerta Norrington nastraží léčku na piráty, zatímco Jack se vydává do jeskyně uzavřít spojenectví s Barbossou. Řekne mu, aby počkal s odstraněním kletby, napadl Norringtonovu loď Dauntless a zabil posádku. Jack potom nepozorovaně ukradne medailon z truhly, což ho učiní nesmrtelným. Nepočítá však s tím, že piráti napadnou Dauntless ze dna moře. Jackovy pravé úmysly jsou odhaleny, když napadne a vystřelí na Barbossu. Hodí zkrvavený medailon Willovi, který vložením dvou posledních medailonů do truhly spolu se svou krví zruší kletbu. Již smrtelný Barbossa padá k zemi mrtev – postřelen Jackem. Když piráti, jež bojují na Dauntless, zjistí, že již nejsou nesmrtelní (vyjde měsíc a přesto stále mají masité tělo), vzdají se posádce.
Později v Port Royal má být Jack oběšen, ale na poslední chvíli Will zabrání jeho smrti. Osvobodí ho, ale oba jsou rychle chyceni. Elizabeth je však podpoří a vyzná se z lásky k Willovi. Norrington se podvolí jejich zasnoubení a odpustí Willovi. Jack se zatím zachrání pádem do zálivu a unikne na Černé perle, se kterou přijíždí jeho posádka. Norrington mu dává jeden den náskok, než ho začne pronásledovat.

### Závěrečná scéna
Opičák Jack připlave k mrtvému tělu svého pána. Když zjistí, že je mrtev, přejde k prokleté truhle a sebere medailon. Tím se stává nesmrtelným.

## Obsazení
| Johnny Depp     | kapitán Jack Sparrow     |
| Geoffrey Rush   | kapitán Hector Barbossa  |
| Orlando Bloom   | Will Turner              |
| Keira Knightley | Elizabeth Swannová       |
| Jack Davenport  | komodor James Norrington |
| Kevin McNally   | Joshamee Gibbs           |
| Jonathan Pryce  | guvernér Weatherby Swann |
| Zoe Saldana     | Anamaria                 |
| Lee Arenberg    | Pintel                   |
| Mackenzie Crook | Ragetti                  |
| Damian O'Hare   | Poručík Gillette         |